# Ian McEwan
Ian Russell McEwan (født 21. juni 1948) er en britisk forfatter.

## Udvalgt bibliografi
- Amsterdam (1998, Bookerprisen)
- Soning (2001, filmatiseret 2007)
- Saturday (2005)
- On Chesil Beach (2007)
- For You (2008, libretto)